# Антошова, Йитка
Йитка Антошова (чеш. Jitka Antošová; род. 13 марта 1987, Дечин) — чешская гребчиха, выступавшая за сборную Чехии по академической гребле в 2003—2013 годах. Чемпионка Европы, обладательница серебряной медали Универсиады в Казани, победительница и призёрка первенств национального значения, участница двух летних Олимпийских игр.

## Биография
Йитка Антошова родилась 13 марта 1987 года в городе Дечин, Чехословакия. Проходила подготовку в Праге в столичном гребном клубе «Славия», тренировалась и выступала вместе с младшей сестрой Ленкой.
Впервые заявила о себе в академической гребле на международном уровне в сезоне 2003 года, когда вошла в состав чешской национальной сборной и выступила на юниорском мировом первенстве в Афинах, где в зачёте парных четвёрок стала четвёртой.
В 2004 году в парных двойках одержала победу на юниорском мировом первенстве в Баньолесе, дебютировала в Кубке мира.
В 2005 году в той же дисциплине была лучшей на юниорском мировом первенстве в Бранденбурге.
В 2006 году в парных двойках выиграла бронзовую медаль на этапе Кубка мира в Мюнхене, победила на молодёжном мировом первенстве в Хазевинкеле, заняла седьмое место на чемпионате мира в Итоне.
В 2007 году в парных двойках взяла бронзу на этапе Кубка мира в Амстердаме, завоевала золото на молодёжном мировом первенстве в Глазго и на чемпионате Европы в Познани, тогда как на чемпионате мира в Мюнхене пришла к финишу пятой.
Благодаря череде удачных выступлений удостоилась права защищать честь страны на летних Олимпийских играх 2008 года в Пекине. Вместе с напарницей Габриэлой Варжековой в парных двойках финишировала второй на предварительном квалификационном этапе, затем через дополнительный отборочный заезд прошла в главный финал А, где в конечном счёте чешские гребчихи стали шестыми (Атошова при этом в решающем заезде не стартовала, здесь её заменила Мирослава Кнапкова).
После пекинской Олимпиады Йитка Антошова осталась действующей спортсменкой на ещё один олимпийский цикл и продолжила принимать участие в крупнейших международных регатах. Так, в 2009 году она в одиночках одержала победу на молодёжном мировом первенстве в Рачице, в парных двойках стала пятой на чемпионате мира в Познани и выиграла серебряную медаль на чемпионате Европы в Бресте.
В 2010 году в парных двойках стала серебряной призёркой на этапе Кубка мира в Мюнхене, была пятой на чемпионате Европы в Монтемор-у-Велью и четвёртой на чемпионате мира в Карапиро.
В 2011 году побывала на чемпионате Европы в Пловдиве, откуда привезла награду бронзового достоинства, выигранную в парных двойках. На чемпионате мира в Бледе финишировала шестой.
Находясь в числе лидеров чешской гребной сборной, благополучно прошла отбор на Олимпийские игры 2012 года в Лондоне. На сей раз с сестрой Ленкой в программе парных двоек сумела квалифицироваться лишь в утешительный финал В и расположилась в итоговом протоколе соревнований на седьмой строке.
Будучи студенткой, в 2013 году представляла Чехию на летней Универсиаде в Казани — в одиночках стала серебряной призёркой, уступив в финале представительнице Украины Наталье Довгодько.